# Bäretswil
Bäretswil är en ort och kommun i distriktet Hinwil i kantonen Zürich, Schweiz. Kommunen har 5 142 invånare (2023).
Kommunen består dels av de sammanvuxna orterna Bäretswil och Adetswil, dels av ett antal mindre byar, däribland Bettswil, Wappenswil, Tisenwaldsberg, Neuthal, Hof, Hinterburg, Tanne, Ghöch, Fehrenwaldsberg och Kleinbäretswil.